# Fii bun până la moarte (roman)
Fii bun până la moarte (în maghiară Légy jó mindhalálig) este un roman pentru tineret al scriitorului maghiar Zsigmond Móricz, publicat pentru prima oară în 1920.